# Tachysurus nitidus
Tachysurus nitidus är en fiskart som först beskrevs av Sauvage och Dabry de Thiersant, 1874.  Tachysurus nitidus ingår i släktet Tachysurus och familjen Bagridae. Inga underarter finns listade i Catalogue of Life.